# Salvador Castaneda Castro
Salvador Ángel Castaneda Castro, (Chalchuapa, Santa Ana, El Salvador, 6 de agosto de 1887 - San Salvador, El Salvador, 5 de marzo de 1965) fue un militar y político salvadoreño que se desempeñó como Presidente de la República de El Salvador en el periodo de 1945-1948.

## Biografía
Sus padres fueron Juan María Osorio y Marcelina Castro. Castaneda Castro se casó con Josefa "Chefita" Castro a los 36 años de edad. Durante el gobierno del general Maximiliano Hernández Martínez fue director de la Escuela Militar y Ministro de Gobernación. Elegido presidente en el mes de febrero de 1945 luego de presentarse como candidato único, durante su campaña recibió el respaldo de la Fuerza Armada y los terratenientes cafetaleros. Su gobierno continuó las políticas represivas de los grupos opositores, a imitación del general Hernández Martínez, restableció la vigencia de la Constitución de 1886 con algunas reformas e inició la construcción de la presa hidroeléctrica "5 de noviembre" sobre el Río Lempa.

## Presidencia

El general ahuachapaneco Salvador Castaneda Castro inicia su período presidencial, que durará hasta su derrocamiento, el 14.diciembre.1948

### Elección
Se presentó a la presidencia por el efímero Partido de Unificación Social Demócrata, como candidato prácticamente único; sus contendientes se retiraron de la carrera electoral cuando la campaña ya estaba en curso. Los demás candidatos eran el doctor Arturo Romero, dirigente opositor desde las épocas de Hernández Martínez, de gran arraigo popular, por comandante del Partido Unión Demócrata; el coronel Antonio Claramount Lucero, a través del Partido Fraternal Progresista; José Cipriano Castro, por el Partido Popular Progresista, y el periodista Napoleón Viera Altamirano, fundador de El Diario de Hoy, uno de los periódicos más importantes de El Salvador. 
Tras la renuncia del General Maximiliano Hernández Martínez con la Huelga de Brazos Caídos después de un año, Andrés Ignacio Menéndez quien lo sustituyó pretendía convocar a elecciones libres con participación democrática, sin embargo Menéndez sería derrocado por militares a fines a la oligarquía así dando el cargo a presidente interino Osmin Aguirre y Salinas que convocaría a elecciones pero con sus adversarios retirándose de dicha elección debido a que algunos de sus adversarios fueron víctimas de amenazas Arturo Romero que fue un férreo opositor al régimen de Martínez testificó que sufrió torturas y amenazas a muerte que lo obligaron a exiliarse a Costa Rica, aun así pudieron participar en la elección pero solo el candidato Salvador Castaneda Castro salió electo para la presidencia sin embargo no se publicaron resultados. Entre los candidatos se encontraban el Dr.Arturo Romero que fungía como Médico en el Hospital Nacional Rosales fue un férreo opositor al gobierno de Martínez, el segundo candidato fue el periodista Napoleón Viera Altamirano que fungía como empresario de uno de los mayores diarios impresos del país el cual se titula el Diario de Hoy, el tercer candidato era Antonio Claramount que fungió como parte de la caballería de la Fuerza Armada era un militar de carrera llegando al grado de coronel, el cuarto candidato fue José Cipriano Castro que fungio como presidente de la Asamblea Nacional durante el gobierno de Martínez y los dos candidatos a fines a la oligarquía Osmin Aguirre y Salvador Castaneda Castro.
El 2 de abril de 1944, Arturo Romero lidero junto con militares golpistas entre ellos Tito Calvo y Julio Faustino Sosa debido a las elecciones de Martínez que estaría buscando una reelección para un cuarto periodo, la cual consideraron fraudulenta y sin participación democrática, la población vio un serio desgaste al gobierno de Martínez cosa que perdería su popularidad, sin embargo el golpe terminó fracasando y los golpistas fueron ejecutados. 
Romero recibiría un enorme apoyo gracias a la Huelga de Brazos Caídos que derrocaría al General Martínez, sin embargo su ideología permanecía en serios ministerios y gabinetes de gobierno, La población daría la victoria a Arturo Romero ya que contaba con el apoyo suficiente de la población, sin embargo esto alarmó a los militares y oligarquía cafetalera cosa que los llevó a organizar un golpe de Estado hacia Andrés Ignacio Menéndez y poniendo a Osmin Aguirre como nuevo presidente provisional, Romero se exiliaría en Costa Rica buscando una mejor vida, pero fallecería en Honduras. 

### Presidencia

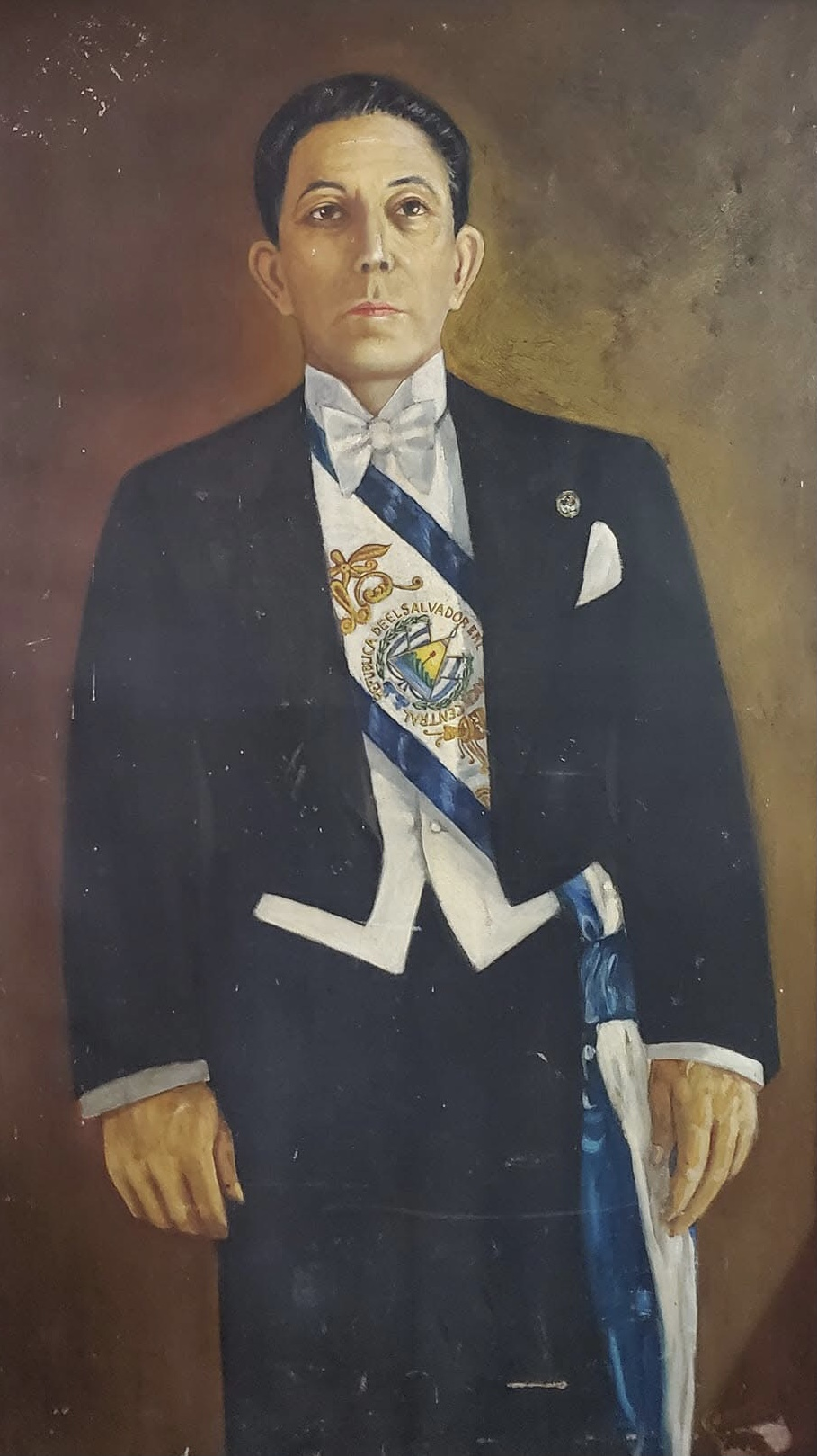
El general Salvador Castaneda Castro durante su período presidencial

Castaneda tomó posesión de su cargo, el 1.º de marzo de 1945, para un período de seis años, como lo marcaba la Constitución vigente.

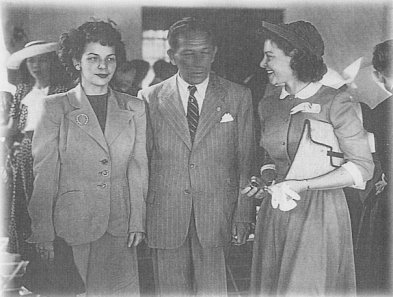
El Presidente Castañeda de El Salvador con doña Lilia Montejo de Facio y doña Henrietta Boggs de Figueres.

En el 2 de marzo, organizó su gabinete:
| Ministerio de Relaciones Exteriores | Ministro de Relaciones Exteriores                                        | Arturo Argüello Loucel                 |
| Ministerio de Relaciones Exteriores | Subsecretario de Relaciones Exteriores                                   | Miguel Ángel Espino                    |
| Ministerio del Interior             | Ministro del Interior                                                    | Efraín Jovel                           |
| Ministerio del Interior             | Subsecretario de Gobernación y Justicia                                  | José Gómez Molina                      |
| Ministerio del Interior             | Subsecretario de Comunicaciones y Obras Públicas, Encargado del Despacho | Francisco Acosta                       |
| Ministerio de Economía              | Ministro de Economía                                                     | Carlos Alberto Guirola                 |
| Ministerio de Economía              | Subsecretario de Economía                                                | Manuel Francisco Chavarría             |
| Ministerio de Cultura               | Ministro de Cultura                                                      | Ranulfo Castro                         |
| Ministerio de Cultura               | Subsecretario de Cultura                                                 | (vacante)                              |
| Ministerio de Defensa               | Ministro de Defensa                                                      | Salvador Castaneda Castro (ad-honorem) |
| Ministerio de Defensa               | Subsecretario de Defensa                                                 | Mauro Espínola Castro                  |

Acordó nombrar Secretario Privado de la Presidencia de la República al doctor Adolfo Pérez Menéndez en sustitución de don Guillermo Machón. En atención a que el ministro y Subsecretario de Relaciones Exteriores, doctor Arturo Argüello Loucel y el licenciado Miguel Ángel Espino estaban fuera del país, acordó encomendar ad-honorem el despacho de ese ramo al doctor José Gómez Molina mientras dure la licencia de los funcionarios.El general Salvador Castaneda Castro había sido elegido para el periodo constitucional comprendido entre el 1 de marzo de 1945 al 1 de marzo de 1949, su administración transcurriría plagada de luchas entre sus colaboradores más cercanos, problemas en el ejército suscitado entre los oficiales “de fila” y los de “escuela”, la adopción de la Constitución de 1886 con sus reformas de 1945, así como acusaciones de corrupción.
El 12 de junio de 1945, el director de la policía nacional coronel Darío Flores lograría detener un golpe militar; en donde fallecería el capitán Rafael Paniagua Araujo (quien piloteaba el avión que ametralló a casa presidencial),y serían detenidos y dados de baja varios jóvenes oficiales de estado Mayor (como el mayor Óscar Adán Bolaños), y sería exiliado a México el mayor Óscar Osorio.
A pesar de los continuos problemas, Castaneda Castro lograría mantenerse en el poder; y para fines de su administración se comenzaría a dibujar líneas para la modernización del Estado, dándose ciertas medidas en materia laboral, la licitación para la construcción de un puente sobre el río Lempa, los primeros estudios para la creación de Seguro Social, entre otras medidas.
Pero los problemas surgirían a raíz de su sucesión presidencial; en un principio el mandatario nombraría (sin tomar en cuenta la opinión de los demás oficiales de la fuerza armada) como candidato oficial al entonces ministro de defensa general Mauro Espínola Castro, quien intentaría organizar su propio movimiento político llamado Partido de Unión Nacional. Sin embargo, más adelante Castaneda Castro buscaría prolongar su mandato; por lo que la asamblea legislativa (que estaba presidida por el doctor Ricardo Vides) aprobaría, el 13 de diciembre de 1948, el decreto 253 en el que convocaba a votaciones para elegir a una Asamblea Constituyente los días 16 y 17 de ese mismo mes; dicha resolución sería publicada en el diario oficial ese mismo día 13, y al siguiente día en los dos diarios matutinos. Ello sería el detonante final para que el “Movimiento de la Juventud Militar” se alzara en armas y lo depusiera.
Una característica de la política exterior de Castaneda fue la búsqueda de la reunificación centroamericana. Firmó el Pacto de Santa Ana con Juan José Arévalo en 1945, y aunque se avanzó poco en el tema, siguió impulsando la idea.
Inicialmente, Castaneda planeó dejar el poder en 1949 al final de su mandato. Pero el candidato oficialista Mauro Espínola Castro fue muy impopular, y opositores como Osmín Aguirre y José Ascencio Menéndez reclamaron mayor apoyo popular.
En 1948 la Asamblea Legislativa recortó el periodo presidencial a cinco años, y emitió un decreto para que Castaneda abandonara el gobierno un año después, recortando su periodo a sólo cuatro años. Castaneda, quien al parecer buscaba la reelección, alegó que el decreto no podía ser retroactivo, y anunció su intención de prolongar su mandato hasta el límite constitucional vigente cuando tomó posesión.

#### Primer Intento de golpe de Estado al General Salvador Castaneda Castro y caída
El 12 de junio de 1945 Oscar Osorio junto con otros militares intentaron dar un golpe de Estado hacia el recién electo presidente Salvador Castaneda Castro. Lo cual provocó el exilio de Osorio hacia México, regresando 4 años después tras el derrocamiento de Castaneda Castro en 1948.
Fue derrocado por un grupo de jóvenes militares, el 14 de diciembre de 1948, y sustituido por un Consejo de Gobierno Revolucionario que sería dirigido por quien sería su sucesor, el teniente coronel Óscar Osorio. Luego del golpe de Estado permaneció preso durante dos años en la penitenciaría de San Salvador. Después de su liberación permaneció en San Salvador hasta su muerte.
| Predecesor: Osmín Aguirre y Salinas | Presidente de El Salvador 1 de marzo de 1945 - 14 de diciembre de 1948 | Sucesor: Consejo de Gobierno Revolucionario |